# جميل عطية إبراهيم
جميل عطية إبراهيم (1937 في الجيزة، مصر - 10 أبريل 2020 في بازل، سويسرا) كاتب وروائي مصري، وهو أحد مؤسسي مجلة «جاليري 68» الأدبية، ومن رواد حركة أدباء الستينيات. من أبرز أعماله رواية «النزول إلى البحر»، وثلاثيته («1952» والتي صنفها اتحاد الكُتاب العرب ضمن أفضل مئة رواية عربية، و«أوراق 1954» و«1981»)

## حياته
ولد جميل عطية إبراهيم بمحافظة الجيزة في عام 1937، وحصل على شهادات دراسية متباينة، لذلك عمل في عدة مهن، حيث عمل قبل تخرجه من الجامعة كاتب حسابات في مصنع للنسيج في شبرا الخيمة، ومدرس موسيقى للأطفال، وكذلك مدرسًا للحساب والجبر والهندسة للمراحل الإعدادية في مصر ثم بمدرسة الإمام الأصيلي في بلدة أصيلة بالمغرب، وعن هذه التجرية كتب روايته «أصيلا»، وبعد تخرجه من الجامعة عمل مفتشًا ماليًّا وإداريًّا في وزارة الشباب في الستينات، ونشر بعض القصص التي لاقت نجاحًا، ثم انتقل إلى الثقافة الجماهيرية بفضل الأساتذة نجيب محفوظ وسعد الدين وهبة ويعقوب الشاروني، وظل في الثقافة الجماهيرية حتى سفره إلى سويسرا عام 1979، وهناك عمل مراسلا لعدد من الصحف العربية، ثم مترجما بهيئة الأمم المتحدة.

## أعماله

### روايات
- النزول إلى البحر
- البحر ليس بملآن
- أصيلا
- شهرزاد على بحيرة جنيف
- خزانة الكلام
- 1952
- أوراق 1954
- 1981
- نخلة على الحافة
- أوراق إسكندرية
- المسألة الهمجية

### أعمال أخرى
- أحاديث جانبية، (مجموعة قصصية)
- شارك صلاح عيسى في تأليف كتاب بعنوان «صك المؤامرة وعد بلفور 2_11_1917».

## وفاته
توفي في العاشر من أبريل عام 2020، عن عمر ناهز 83 عامًا، في دار لرعاية المسنين في مدينة بازل السويسرية، حيث قضى السنتين الأخيرتين في الدار بعد إصابته بمرض آلزهايمر.